# Xylodon

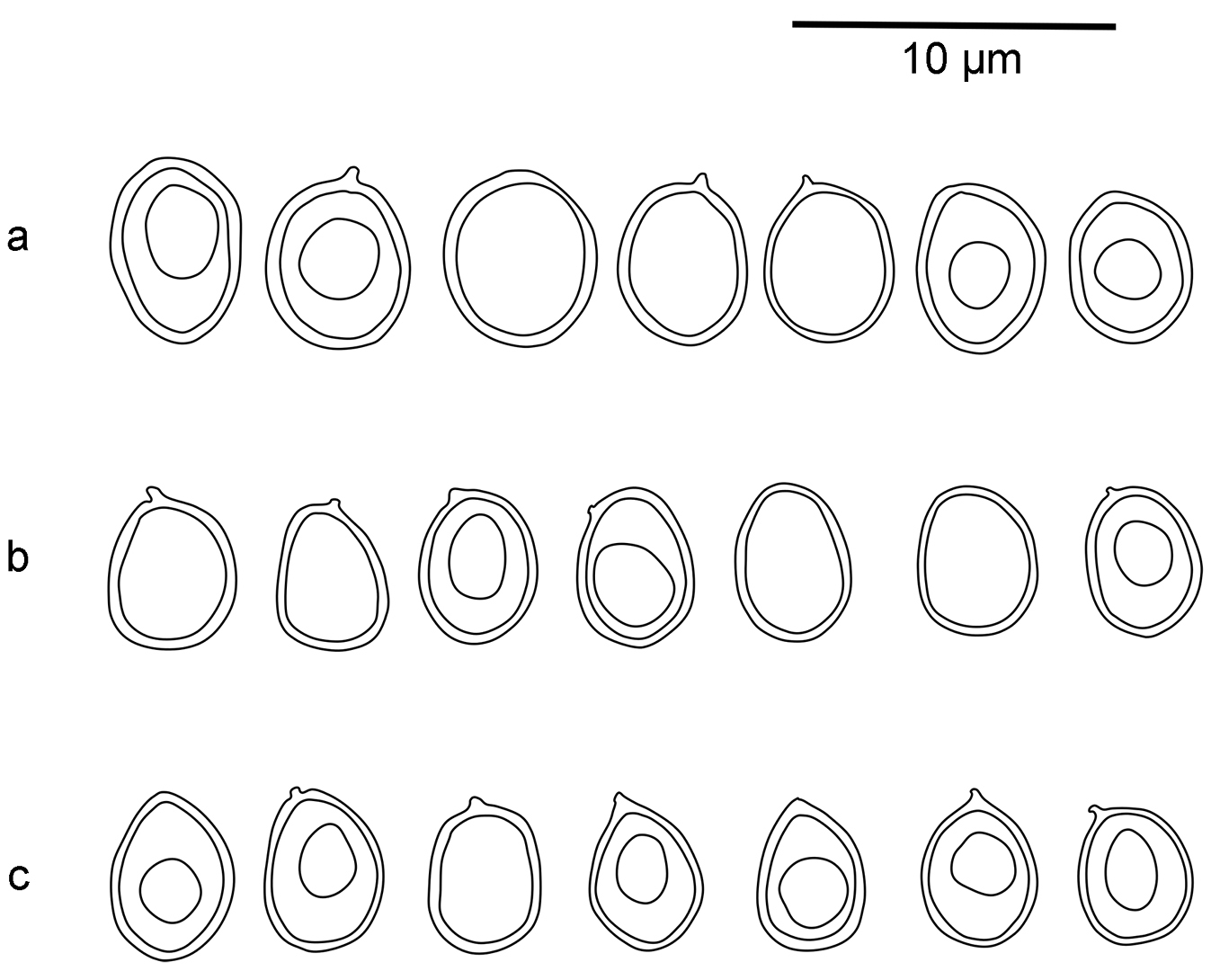
Zarodniki różnych gatunków

Xylodon (Pers.) Gray – rodzaj grzybów z rodziny drewniczkowatych (Schizoporaceae).

## Charakterystyka
Grzyby kortycjoidalne o owocniku rozpostartym, przyrośniętym. Sąsiednie owocniki często zlewają się z sobą. Hymenofor gładki do ziarenkowatego, guzkowaty, raduloidalny lub wyraźnie hydnoidalny, u niektórych gatunków poroidalny. System strzępkowy monomityczny, strzępki ze sprzążkami, czasami także (rzadko) z prostymi przegrodami, cienkościenne lub grubościenne, czasem cyjanofilne. Cystydy zmienne, często nie większe niż końce strzępek, często stożkowe, główkowate, rzadko septowane, gładkie lub inkrustowane. Podstawki głównie podobne do urny, cienkościenne lub ze ścianą pogrubioną u podstawy, zwykle z czterema sterygmami i sprzążką bazalną. Bazydiospory kuliste do elipsoidalnych, cylindryczne lub allantoidalne, gładkie, cienkościenne lub rzadko grubościenne, nieamyloidalne, czasami z lekką reakcją cyjanofilną.

## Systematyka i nazewnictwo
Pozycja w klasyfikacji według Index Fungorum: Schizoporaceae, Hymenochaetales, Incertae sedis, Agaricomycetes, Agaricomycotina, Basidiomycota, Fungi.
Synonimy nazwy naukowej: Basidioradulum Nobles, Sistotrema *** Xylodon Pers. 1801.
Gatunki występujące w Polsce:
- Xylodon asper (Fr.) Hjortstam & Ryvarden 2009 – tzw. strzępkoząb szorstki[4]
- Xylodon borealis (Kotir. & Saaren.) Hjortstam & Ryvarden 2009[5]
- Xylodon brevisetus (P. Karst.) Hjortstam & Ryvarden 2009 – tzw. strzępkoząb krótkoszczeciniasty[4]
- Xylodon detriticus (Bourdot) K.H. Larss., Viner & Spirin 2018[5]
- Xylodon flaviporus (Berk. & M.A. Curtis ex Cooke) Riebesehl & Langer 2017 – tzw. strzępkoząb żółtopory[4]
- Xylodon nesporii (Bres.) Hjortstam & Ryvarden 2009 – tzw. strzępkoząb krótkokolczasty[4]
- Xylodon radula (Fr.) Ţura, Zmitr., Wasser & Spirin 2011 – tzw. nakorownik radełkowaty
- Xylodon raduloides Riebesehl & Langer 2017[5]
- Xylodon rimosissimus (Peck) Hjortstam & Ryvarden 2009 – tzw. strzępkoząb gruzełkowatokolczasty[4]
- Xylodon tuberculatus (Kotir. & Saaren.) Hjortstam & Ryvarden 2009[5]

Nazwy naukowe na podstawie Index Fungorum. Wykaz gatunków i nazwy polskie według W. Wojewody i innych.